# جماعية
الجماعية أو الجموعية أو الإشَاعِيّة (Collectivism) هو المصطلح المستخدم لوصف أي وجهة نظر أخلاقية أو اجتماعية أو سياسية تشدد على أهمية التواكل المتبادل بين أفراد المجتمع. والجماعيون بشكل عام يرغبون بإعطاء أولوية لأهداف المجتمع كافة فوق أهداف الفرد. فالمجتمع -بنظرهم- ذو قيمة أكبر من الأفراد الذين يكونونه. بمعنى آخر، الجماعية عكس الفردية، أي أن ثقافات المجتمعات قد تكون جماعية أو فردية.
تشتهر الثقافات الآسيوية والأفريقية والعربية واللاتينية بأنها ثقافات جماعية. بينما الثقافات الاجتماعية في دول كأمريكا وألمانيا هي ثقافات فردية.
يعد كتاب جان جاك روسو العقد الاجتماعي مثالا جيدا على الفلسفة الجماعية السياسية، والتي تطالب بقيام الحكومة أو الناس في مجموعات بامتلاك الأراضي، والمصانع، وسائر وسائل الإنتاج. ولقد «نشأت أشكال عديدة من الجماعية خلال أواخر القرن التاسع عشر الميلادي؛ ومن ذلك السنديكالية؛ أي النقابية، التي طالبت أن يمتلك العُمال المصانع ويديرون شؤونها، ومنها أيضًا التعاونيات التي كانت أعمال تجارية يمتلكها الأشخاص الذين يستفيدون من خدماتها. ولعل أوضح الأمثلة على الجماعية تتمثل في الشيوعية والاشتراك».

## الأصول والاعتبارات التاريخية
وصف عالم الاجتماع الألماني فرديناند تونيز أحد النماذج المبكرة للجماعية والفردية بتوظيف مصطلحي «الجماعة» و«المجتمع.» ساد الاعتقاد بأن العلاقات المجتمعية، التي تحظى فيها الطائفية بالأولوية، تتسم بها المجتمعات القروية الريفية الصغيرة. أعاد عالم الأنثروبولوجيا، ريدفيلد (1941)، طرح هذه الفكرة في عمل تباينت فيه الجماعات الشعبية مع الجماعات الحضرية.
ناقض ماكس ويبر (1930) النظرية الجماعية والفردية من المنظور الديني، معتقدًا أن البروتستانت أكثر فردية واعتمادًا على الذات مقارنة بالكاثوليك، الذين أيدوا العلاقات الهرمية المترابطة بين الناس. كان غيرت هوفستيد (1980) مؤثرًا إلى حد كبير في إيذانه بحقبة من البحوث العابرة للثقافات التي تُجري مقارنات بين الجماعية والفردية. وضع هوفستيد إطارًا مفاهيميًا للجماعية والفردية كجزء من سلسلة متواصلة، مع تمثيل كل بناء ثقافي لقطب معاكس. وصف المؤلف الأفراد الذين يؤيدون درجة عالية من الجماعية بأنهم مندمجون في سياقاتهم الاجتماعية ويمنحون الأولوية للأهداف المجتمعية على حساب الأهداف الفردية.

### الماركسية اللينينية
مثّلت الجماعية جزءًا أساسيًا من الأيديولوجية الماركسية اللينينية في فترة الاتحاد السوفيتي، وكان لها دور رئيسي في تشكيل المواطن السوفيتيي الحديث، والتضحية بحياته طوعًا من أجل صالح الجماعة. غالبًا ما وُظفت مصطلحات مثل «جماعي» و«جماهيري» في اللغة الرسمية ومدحتها وسائل الدعاية البارزة، كفلاديمير فلاديميريوفيتش ماياكوفسكي في عمله الذي حمل عنوان من يحتاج 1، وبيرتولت بريخت في أعماله القرار، والإنسان مساوٍ للإنسان.

### الأناركية الجماعية
تتعامل الأناركية الجماعية مع العمل الجماعي ضمن نظام أناركي لا مركزي، حيث يتلقى الأشخاص أجرًا مقابل فائض قيمة العمل. تتناقض الأناركية الجماعية مع الأناركية الشيوعية، حيث تُلغى الأجور ويأخذ الأفراد ما يحتاجونه من مخزن السلع بحرية تماشيًا مع شعار «من كل حسب قدرته إلى كل حسب حاجته.» ترتبط الأناركية الجماعية أكثر من غيرها بميخائيل باكونين، والأقسام المعادية للسلطوية في جمعية الشغيلة العالمية، والحركة الأناركية الإسبانية المبكرة.

## المصطلحات والقياس
يوصف تأسيس الجماعية في الأدب التجريبي تحت عدة أسماء مختلفة. أكثرها شيوعًا هو استخدام مصطلح التكافل الذاتي المترابط. من العبارات الأخرى المستخدمة لوصف مفهوم الجماعية- الفردية هي التوزيع- التخصيص، والاعتماد الجماعي-الاعتماد على الذات، فضلًا عن أنواع فرعية من الجماعية-الفردية (بمعنى الأشكال الفرعية الرأسية والأفقية). يُعتقد أن عدم اتساق المصطلحات يُعزى إلى بعض الصعوبة في توليف المؤلفات التجريبية المتعلقة بالجماعية توليفًا فعالًا.

## النماذج النظرية
في أحد النماذج الرئيسية للجماعية، يصف ماركوس وكيتاياما الاتكال المتبادل (أي الجماعية) بأنها مرتبطة أساسًا بالسياق الاجتماعي. على هذا النحو، فإن إحساس المرء بنفسه يعتمد على من حوله ويُحدّد جزئيًا ويتجلى في المقام الأول بموجب السلوك العام. بالتالي، يُستوحى تنظيم الذات باستخدام الآخرين مرجعًا. أي أن الفرد المتكافل يستخدم الأفكار والمشاعر والمعتقدات المختبئة مع شخص آخر تربطه علاقة به، فضلًا عن سلوكيات الشخص الآخر، لاتخاذ القرارات بشأن سماته وأفعاله الداخلية.
ساهم ماركوس وكيتاياما في الأدب من خلال تحدي نموذج هوفستيد أحادي الأبعاد الجماعية والفردية. تصور المؤلفان هذين البنيتين من الناحية البيولوجية، بطريقة يمكن تأييد كل من النظرية الجماعية والفردية بشكل مستقل وربما بنفس المستوى. أعاد طرح هذا المفهوم واضعو نظريات بارزون في هذا المجال.